# Synewyr (Ort)
Synewyr (ukrainisch Синевир; russisch Синевир Sinewir, slowakisch Sinovír, Sinijvir, ungarisch Alsószinevér) ist ein Dorf in der ukrainischen Oblast Transkarpatien mit etwa 4800 Einwohnern.

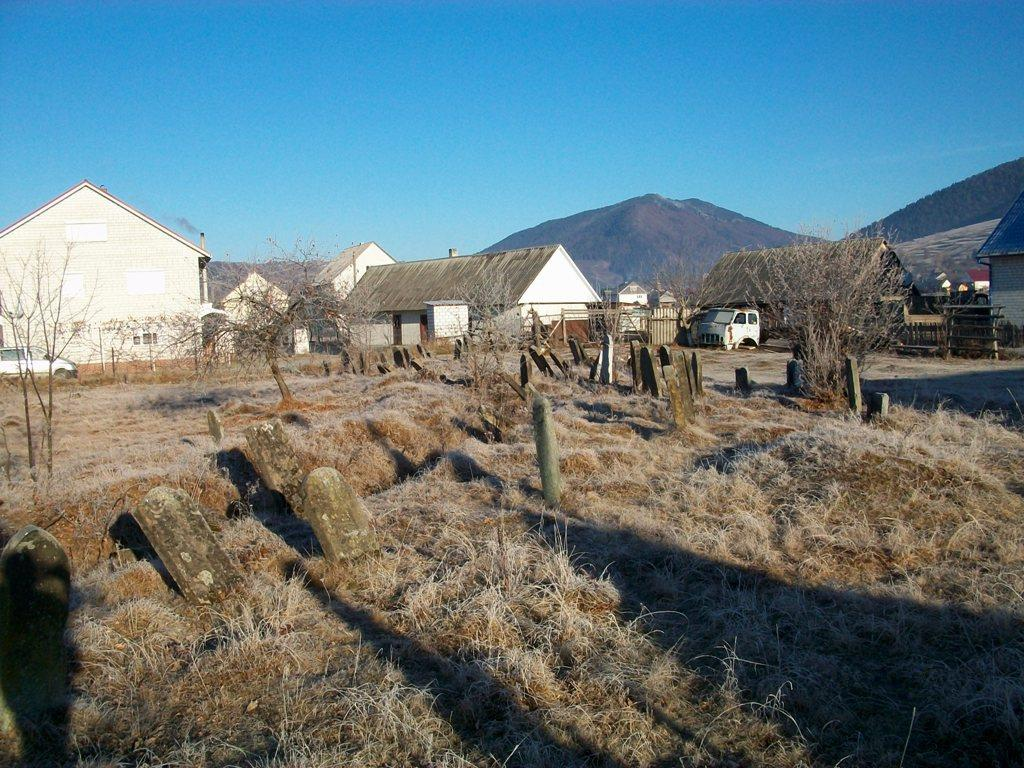
Jüdischer Friedhof der Ortschaft

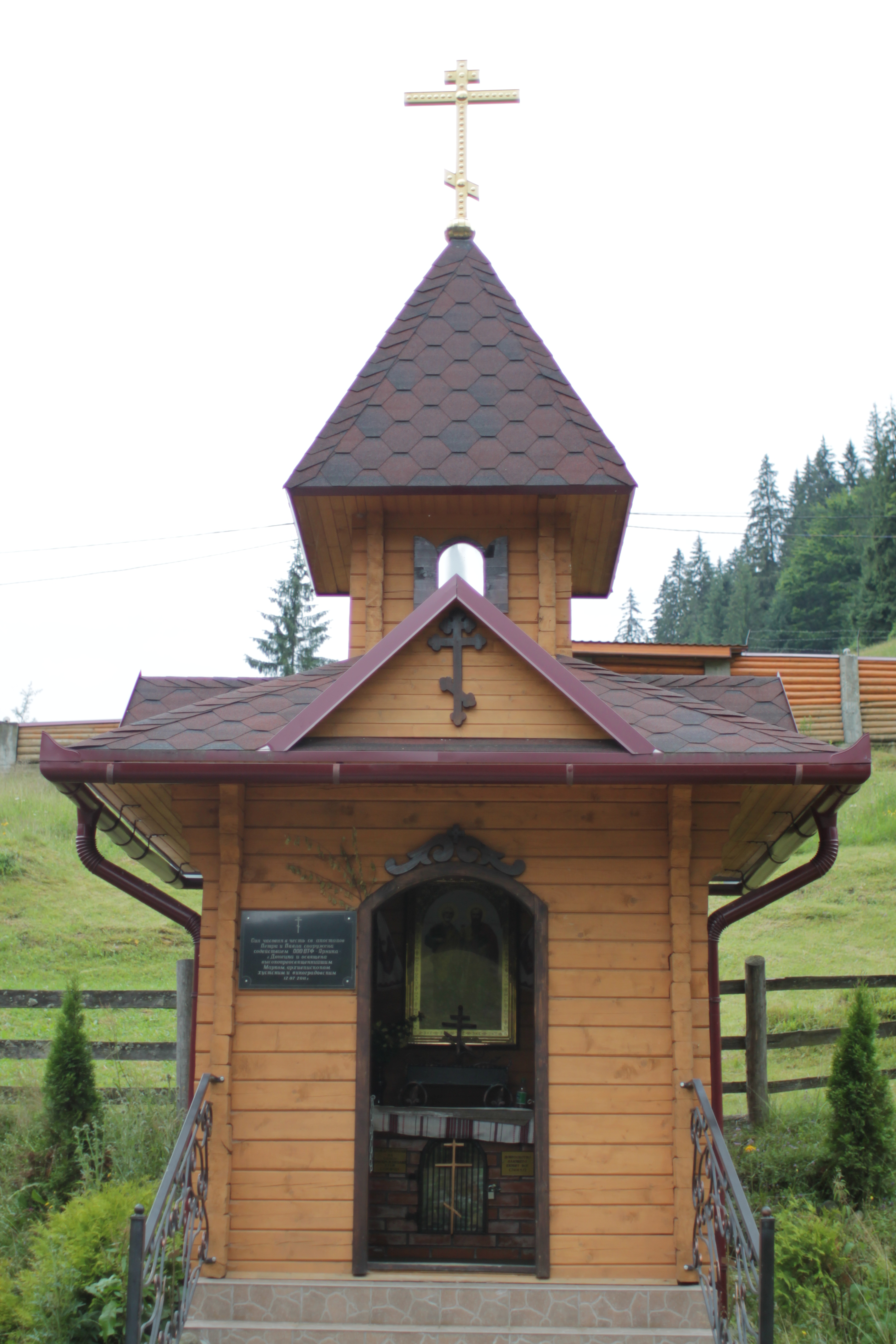
Orthodoxe Kapelle in Synewyr

Das in der zweiten Hälfte des 16. Jahrhunderts erstmals schriftlich erwähnte Dorf liegt im Nationalpark Synewyr der Waldkarpaten auf 659 m Höhe am Oberlauf des Flusses Tereblja und an der Territorialstraße T–07–20. Im Nationalpark befindet sich auch der Synewyr-See und der 1707 m hohe Berg Nehrowez (Негровець oder Негрова Nehrowa).
Am 12. Juni 2020 wurde das Dorf zusammen mit 5 umliegenden Dörfern zum Zentrum der neu gegründeten Landgemeinde Synewyr (Синевирська сільська громада/Synewyrska silska hromada) im Rajon Chust. Bis dahin bildete es zusammen mit dem Dorf Sawerchnja Kytschera die 18 Quadratkilometer große Landratsgemeinde Synewyr (Синевирська сільська рада/Synewyrska silska rada) im Rajon Mischhirja.
Folgende Orte sind neben dem Hauptort Synewyr Teil der Gemeinde:
| Name                     | Name               | Name                                      | Name                                   | Name          | Name    |
| ukrainisch transkribiert | ukrainisch         | russisch                                  | slowakisch                             | ungarisch     | deutsch |
| ------------------------ | ------------------ | ----------------------------------------- | -------------------------------------- | ------------- | ------- |
| Berehy                   | Береги             | Береги (Beregi)                           | Brehy                                  | Beregi        | -       |
| Sahorb                   | Загорб             | Загорб (Sagorb)                           | -                                      | Határhegy     | -       |
| Sawerchnja Kytschera     | Заверхня Кичера    | Заверхняя Кичера (Sawerchnjaja Kitschera) | Kičúrna                                | Nagycserjés   | -       |
| Swoboda                  | Свобода            | Свобода                                   | Sloboda                                | Szloboda      | -       |
| Synewyrska Poljana       | Синевирська Поляна | Синевирская Поляна (Sinewirskaja Poljana) | Sinovirská Poľana, Sinijvirská Poljana | Felsőszinevér | -       |

Bis 1919 gehörte die Ortschaft zur ungarischen Reichshälfte des Kaiserreichs Österreich-Ungarn und darauffolgend zur Karpato-Ukraine innerhalb der Tschechoslowakei. Mit der Annektierung kam das Dorf zwischen 1939 und 1945 erneut an Ungarn. Nach dem Zweiten Weltkrieg wurde Synewyr 1946 ein Teil der Ukrainischen Sozialistischen Sowjetrepublik innerhalb der Sowjetunion und seit 1991 der unabhängigen Ukraine.